# Paul Parraud
Paul Parraud, né en 1936, est un général de corps d'armée français. Ancien élève de l'École polytechnique, il a notamment été directeur général de l'École polytechnique entre 1988 et 1993, président de l'Institut méditerranéen des cindyniques de 1998 à 2007.

## Biographie
Paul Pierre François Parraud, usuellement Paul Parraud, est né à Marseille le 22 juillet 1936. Il est le fils d'Antoine Perraud, comptable, et de Gilberte Crusson, fonctionnaire. Il est un ancien élève du lycée Thiers de Marseille où il prépare le concours d'entrée à l'École polytechnique qu'il intègre en 1958. Il est aussi docteur en aérodynamique.

### Polytechnicien, officier d'artillerie
À sa sortie de Polytechnique, il intègre l'école d'application de l'artillerie en 1961. Officier au 20e régiment d'artillerie en 1961, il est stagiaire chercheur à l'institut de mécanique des fluides à Marseille de 1963 à 1968, puis de 1968 à 1972 commandant au 73e régiment d'artillerie.

### Arme nucléaire
Paul Parraud est appelé à suivre les cours de l’École supérieure de guerre en 1973. Il est nommé en 1974 chef de division à la direction des recherches et moyens d'essais, puis en 1977 responsable de sécurité au 4e régiment d'artillerie nucléaire. 
Chargé des programmes d’armes nucléaires à l’état-major de l'Armée de terre de 1978 à 1980, il suit en 1983 comme auditeur les cours du Centre des hautes études militaires, et de l'Institut des hautes études de défense nationale. Il est nommé en 1984 directeur du Centre d'études tactiques de l'artillerie, puis commande en second l’École d'artillerie.

### Commandant l'École polytechnique
Il devient directeur général de l'École polytechnique entre 1988 et 1993. Il travaille à la réforme de l'École ; cette réforme est appelée pudiquement « schéma directeur ». Les élèves de la promotion 1987 s'opposent à lui et à sa réforme, dénoncent un « bourrage de crâne » et éprouvent un « malaise » ; le général Parraud a des difficultés à calmer cette « petite rébellion ». Il travaille cependant à définir ce nouveau schéma directeur, avec Bernard Esambert, qui le qualifie de « grand polytechnicien humaniste ». Il reste plus longtemps que prévu à la tête de l'École, pour aider celui-ci à mettre en place la réforme entamée.
Plus tard gouverneur militaire de Marseille, il est promu en 1995 général de corps d'armée. Il est officier de la Légion d'honneur, et commandeur de l'ordre national du Mérite en 1996.

### Autres activités
Après son passage à la section de réserve, il préside à Marseille l’École de la deuxième chance et dirige l'École nationale supérieure de physique de Marseille. Il dirige aussi le projet de fusion des écoles supérieures d'ingénieurs de Marseille.
Le général Parraud est aussi l'un des fondateurs de l'Institut méditerranéen des cindyniques, créé en 1998. Il préside cet institut jusqu'en 2007, et contribue à faire connaître les « sciences du danger » ; son successeur est Christian Poujardieu. 
Il est aujourd'hui correspondant de l'association des anciens élèves et diplômés de l'École polytechnique dans les Bouches-du-Rhône.